# Moises Hernandez
Moises Hernandez (Dallas, 5 maart 1992) is een Guatemalteeks–Amerikaans voetballer die bij voorkeur als linksback speelt. Hij stroomde in 2011 door vanuit de jeugd van FC Dallas.

## Clubcarrière
Op 30 juli 2010 tekende Hernandez een homegrown contract bij FC Dallas. Op 30 mei 2012 maakte hij in een U.S. Open Cup wedstrijd tegen Charlotte Eagles zijn professionele debuut voor Dallas. Op 20 juni 2012 werd hij verhuurd aan het Guatemalteekse Comunicaciones. Het seizoen daarop werd hij verhuurd aan Deportivo Saprissa uit Costa Rica. Op 8 maart 2014 maakte hij tegen Montreal Impact zijn competitiedebuut voor FC Dallas. Hij startte de wedstrijd in de basis.

## Interlandcarrière
Ondanks dat Hernandez eerder al het Amerikaanse onder de 20 team had vertegenwoordigd koos Hernandez ervoor om voor Guatemala te spelen. Zijn debuut voor het Guatemalteeks voetbalelftal maakte hij op 27 maart 2015 tegen Canada.
2 Munjoma ·
3 Martínez ·
4 Bressan ·
5 Quignón ·
6 Cerrillo ·
7 Obrien ·
8 Acosta ·
9 Ferreira ·
10 Ricaurte ·
11 Schön ·
12 Hollingshead ·
14 Burgess ·
16 Pepi ·
17 Vargas ·
18 Servania ·
19 Pomykal ·
20 Maurer ·
21 ElMedkhar ·
22 Twumasi ·
24 Hedges ·
25 Smith ·
26 Nelson ·
28 Redžić ·
29 Jara ·
30 Zobeck ·
31 Sealy ·
32 Che ·
80 Hernandez ·
99 Megiolaro ·
Coach: Gonzalez
· Assistent-coach: Luccin